# Cacopsylla difficilis
Cacopsylla difficilis är en insektsart som beskrevs av Leonard D. Tuthill 1943. Cacopsylla difficilis ingår i släktet Cacopsylla och familjen rundbladloppor. Inga underarter finns listade i Catalogue of Life.